# Calliandra humilis
Calliandra humilis är en ärtväxtart som beskrevs av George Bentham. Calliandra humilis ingår i släktet Calliandra och familjen ärtväxter.

## Underarter
Arten delas in i följande underarter:
- C. h. gentryana
- C. h. humilis
- C. h. reticulata